# High Halstow
High Halstow is een civil parish in het bestuurlijke gebied Medway, in het Engelse graafschap Kent. De plaats telt 1807 inwoners.